# Киямов, Давли Киямович
Давли Киямович Киямов (10 мая 1923, Поповка, Самарская губерния — 29 июня 2004, Поповка, Ульяновская область) — командир отделения роты связи 901-го стрелкового полка 245-й стрелковой дивизии 59-й армии 1-го Украинского фронта, сержант — на момент представления к награждению орденом Славы 1-й степени.

## Биография
Родился 10 мая 1923 года в селе Поповка (ныне — Чердаклинского района Ульяновской области). Татарин. Окончил 7 классов. Трудился в колхозе.
В Красной Армии с февраля 1942 года. Участник Великой Отечественной войны с апреля 1942 года. Сражался на 2-м Прибалтийском и 1-м Украинском фронтах. Принимал участие в освобождении западных областей России, Латвии, Польши.
Старший телефонист роты связи 1257-го стрелкового полка ефрейтор Давли Киямов в боях 10-11 марта 1944 года в районе деревни Норкино Пустошкинского района Псковской области под огнём противника устранил 13 порывов на линии, обеспечив устойчивую связь со штабом полка. Был ранен, но поле боя не покинул. Приказом по 379-й стрелковой дивизии № 056 от 28 марта 1944 года за мужество и отвагу, проявленные в боях, ефрейтор Киямов Давли Киямович награждён орденом Славы 3-й степени.
При форсировании реки Айвиексте в 10 километрах северо-восточнее населённого пункта Ляудона Мадонского района Латвии в августе 1944 года Давли Киямов устранил 10 порывов на линии. Будучи раненным, продолжал обеспечивать связь наблюдательного пункта командира полка со стрелковыми подразделениями. Приказом по 3-й ударной армии № 0269 от 10 сентября 1944 года за мужество и отвагу, проявленные в боях, ефрейтор Киямов Давли Киямович награждён орденом Славы 2-й степени.
Командир отделения роты связи 901-го стрелкового полка сержант Давли Киямов 14 февраля 1945 года при прорыве обороны противника в районе города Краков под вражеским огнём устранил свыше 20 порывов на линиях связи. Указом Президиума Верховного Совета СССР от 10 апреля 1945 года за образцовое выполнение заданий командования в боях с немецко-вражескими захватчиками сержант Киямов Давли Киямович награждён орденом Славы 1-й степени; стал полным кавалером ордена Славы.
В 1945 году старшина Д. К. Киямов демобилизован из Вооружённых Сил СССР. В 1945 году стал членом ВКП(б).
Вернулся на родину. Работал комбайнёром и бригадиром тракторной бригады в колхозе. Жил в селе Поповка Чердаклинского района. Умер 29 июня 2004 года.
Награждён орденом Отечественной войны 1-й степени, орденом «Знак Почёта», орденами Славы 1-й, 2-й и 3-й степени, медалями.
В июле 2006 года родном селе установлен памятник ветерану.